# Roberta Felotti
Roberta Felotti (Milano, 22 ottobre 1964) è un'ex nuotatrice italiana.
Milanese di nascita, si è trasferita a Verona all'età di 16 anni (dove ora abita con due figli, Alessandro e Francesca) per nuotare con Alberto Castagnetti. Ha partecipato alle Olimpiadi di Mosca 80, Los Angeles 84 e Seoul 88. All'inizio della carriera nuotava nei 200, 400 e 800 m stile libero, poi si è specializzata nei 200 e 400 misti. È stata la prima a vincere un Titolo Italiano assoluto da mamma. Ora collabora presso il Centro Federale "Alberto Castagnetti" a Verona.

## Record
È stata primatista europea nei 1500 m stile libero con 16'33"56, primato fatto a Firenze il 26 agosto 1979 a 14 anni e 309 giorni.

## Palmarès
nota: questa lista è incompleta
| Giochi olimpici                   | 200 m st. libero | 400 m st. libero          | 800 m st. libero          | 200 m misti            | 400 m misti            | 4 x 100 m st. libero |
| 1980 Mosca Unione Sovietica       | ---              | elim. in batteria 4'21"94 | elim. in batteria 8'58"54 | ---                    | ---                    | ---                  |
| 1984 Los Angeles Stati Uniti      | ---              | ---                       | ---                       | ---                    | 4ª in finale B 4'57"74 | ---                  |
| 1988 Seul Corea del Sud           | ---              | ---                       | ---                       | 5ª in finale B 2'19"63 | 1ª in finale B 4'49"53 | ---                  |
| Campionati del mondo              | 200 m st. libero | 400 m st. libero          | 800 m st. libero          | 200 m misti            | 400 m misti            | 4 x 100 m st. libero |
| 1978 Berlino ovest Germania Ovest | ---              | 12ª in batteria 4'23"84   | 8ª 8'58"26                | ---                    | ---                    | ---                  |
| 1982 Guayaquil Ecuador            | ---              | ---                       | ---                       | ---                    | 5ª in finale B 4'59"73 | ---                  |
| 1986 Madrid Spagna                | ---              | ---                       | ---                       | 2ª in finale B 2'20"07 | 7ª 4'53"21             | ---                  |
| Campionati europei                | 200 m st. libero | 400 m st. libero          | 800 m st. libero          | 200 m misti            | 400 m misti            | 4 x 100 m st. libero |
| 1983 Roma Italia                  | ---              | ---                       | ---                       | ---                    | 7ª in finale B 4'59"84 | ---                  |
| 1985 Sofia Bulgaria               | ---              | ---                       | ---                       | ---                    | 6ª 4'52"53             | ---                  |
| 1987 Strasburgo Francia           | ---              | ---                       | ---                       | ---                    | 5ª 4'47"90             | ---                  |
| Giochi del Mediterraneo           | 200 m st. libero | 400 m st. libero          | 800 m st. libero          | 200 m misti            | 400 m misti            | 4 x 100 m st. libero |
| 1979 Spalato Jugoslavia           | Argento 2'04"96  | Oro 4'18"94               | Oro 8'51"01               | ---                    | ---                    | Oro: 3'58"89 :       |
| 1983 Casablanca Marocco           | ---              | ---                       | ---                       | ---                    | Oro 4'54"72            | ---                  |
| 1987 Latakia Siria                | ---              | ---                       | ---                       | Oro 2'19"60            | Oro 4'55"71            | ---                  |
| Europei giovanili                 | ---              | ---                       | 800 m st. libero          | ---                    | ---                    | ---                  |
| 1978 Firenze Italia               | ---              | ---                       | Oro 8'52"02               | ---                    | ---                    | ---                  |

### Campionati italiani
41 titoli individuali e 7 in staffette, così ripartiti:
- 2 nei 200 m stile libero
- 9 nei 400 m stile libero
- 9 negli 800 m stile libero
- 5 nei 200 m misti
- 16 nei 400 m misti
- 1 nella 4 x 100 m sl
- 6 nella 4 x 200 m sl

| Anno | Edizione    | st.libero 200 m | st.libero 400 m | st.libero 800 m | st.libero 4x100 m | st.libero 4x200 m | misti 200 m | misti 400 m |
| ---- | ----------- | --------------- | --------------- | --------------- | ----------------- | ----------------- | ----------- | ----------- |
| 1976 | Estivi      | -               | -               | -               | 1                 | -                 | -           | -           |
| 1977 | Primaverili | -               | -               | 1               | -                 | 1                 | -           | -           |
| 1977 | Estivi      | -               | -               | -               | -                 | 1                 | -           | -           |
| 1978 | Primaverili | -               | 1               | 1               | -                 | 1                 | -           | -           |
| 1978 | Estivi      | -               | 1               | 1               | -                 | 1                 | -           | -           |
| 1979 | Primaverili | 1               | 1               | 1               | -                 | -                 | -           | -           |
| 1979 | Estivi      | 1               | 1               | 1               | -                 | 1                 | -           | 1           |
| 1980 | Primaverili | -               | 1               | 1               | -                 | -                 | -           | -           |
| 1980 | Estivi      | -               | 1               | 1               | -                 | -                 | -           | -           |
| 1981 | Primaverili | -               | 1               | 1               | -                 | -                 | -           | -           |
| 1981 | Estivi      | -               | 1               | 1               | -                 | -                 | -           | -           |
| 1982 | Primaverili | -               | 1               | -               | -                 | -                 | -           | -           |
| 1982 | Estivi      | -               | -               | -               | -                 | -                 | -           | 1           |
| 1984 | Primaverili | -               | -               | -               | -                 | -                 | -           | 1           |
| 1984 | Estivi      | -               | -               | -               | -                 | -                 | -           | 1           |
| 1985 | Primaverili | -               | -               | -               | -                 | -                 | -           | 1           |
| 1985 | Estivi      | -               | -               | -               | -                 | -                 | 1           | 1           |
| 1986 | Primaverili | -               | -               | -               | -                 | -                 | -           | 1           |
| 1986 | Estivi      | -               | -               | -               | -                 | -                 | -           | 1           |
| 1987 | Primaverili | -               | -               | -               | -                 | -                 | -           | 1           |
| 1987 | Estivi      | -               | -               | -               | -                 | -                 | -           | 1           |
| 1988 | Primaverili | -               | -               | -               | -                 | -                 | 1           | 1           |
| 1988 | Estivi      | -               | -               | -               | -                 | -                 | -           | 1           |
| 1989 | Primaverili | -               | -               | -               | -                 | -                 | 1           | 1           |
| 1989 | Estivi      | -               | -               | -               | -                 | -                 | 1           | 1           |
| 1990 | Primaverili | -               | -               | -               | -                 | -                 | 1           | 1           |
| 1992 | Estivi      | -               | -               | -               | -                 | -                 | -           | 1           |
| 1993 | Estivi      | -               | -               | -               | -                 | 1                 | -           | -           |